# Soft power

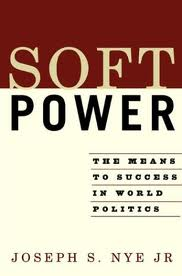
Copertina di Soft Power, di Joseph Nye (2004)

Soft power (traducibile in italiano con potere della persuasione o con potere dolce o potere convincitivo) è un termine utilizzato nella teoria delle relazioni internazionali per descrivere l'abilità di un potere politico di persuadere, convincere, attrarre e cooptare tramite risorse intangibili quali "cultura, valori e istituzioni della politica". Il termine è stato coniato al principio degli anni novanta da Joseph S. Nye, Jr., della Harvard Kennedy School of Government. Nye partiva dall'idea che a dominare l'atlante geopolitico nel mondo globalizzato debba essere non lo scontro di civiltà, ma un complesso meccanismo di interdipendenze (appunto, il potere dolce), attraverso cui gli Stati Uniti potessero migliorare la propria immagine internazionale e rafforzare il proprio potere, in contrapposizione all'esercizio dell'hard power (potere duro, o coercitivo), e della conseguente dispendiosa ricerca di nuovi e costosi sistemi d'arma.

## Origine e significato
Il termine è stato coniato dal professore di Harvard Joseph Nye, che ne rimane il più importante propositore, in un articolo apparso nel 1990 su The Atlantic Monthly, ripreso nei libri Bound to Lead: The Changing Nature of American Power (1990) e Il paradosso del potere americano (2002) (p. X), e trattato separatamente in Soft Power (2004). Sebbene la sua utilità come teoria descrittiva non è indenne da contestazioni, il concetto di soft power è entrato da allora nel discorso politico.
Il soft power è "l'altra faccia del potere", contrapposto e complementare all'hard power, misura storicamente predominante della potenza nazionale tramite indici quantitativi (popolazione, capacità militari reali, PIL nazionali) quale stima qualitativa del grado in cui i valori o la cultura percepiti da una nazione (o individuo) ispirano affinità sugli altri.
 
Nye lo considera una forma efficace di esercizio del potere inteso come capacità di ottenere i risultati desiderati, alternativo alla corruzione e all'uso di metodi coercitivi propri del cosiddetto "potere duro", quali le pressioni e l'isolamento economico ovvero l'impiego della forza militare.
Il successo del soft power dipende pesantemente dalla reputazione degli attori nella comunità internazionale, così come dal flusso di informazioni tra gli attori. Il soft power è perciò spesso associato con la nascita della globalizzazione e della teoria neoliberista delle relazioni internazionali.
La cultura di massa e i media sono puntualmente indicati come fonti del soft power, come lo sono la diffusione di una lingua nazionale, o un particolare insieme di strutture normative. Una nazione con un ampio accumulo di soft power e con la benevolenza che genera può ispirare gli altri all'acculturazione, evitando il ricorso a costose spese in hard power.

## Le tre dimensioni della distribuzione del potere
L'importanza del soft power può essere meglio compresa evitando di considerare meramente gli Stati Uniti quali "unica" superpotenza in un mondo «unipolare»", riconoscendo come sulle questioni economiche e sul terreno dei rapporti transnazionali (lotta al terrorismo, cambiamenti climatici, emergenze sanitarie) non possano più agire da soli (tesi già sostenuta da Nye ne Il paradosso del potere americano).
La distribuzione del potere fra i paesi "nell'era dell'informazione globale" si gioca su una scacchiera tridimensionale:
1. la "scacchiera superiore delle questioni politico-militari"
2. la "scacchiera dell'economia"
3. "la scacchiera inferiore dei rapporti transnazionali"

Se gli Stati Uniti dominano la prima scacchiera, l'Europa unita ha pari peso nella scacchiera economica mentre sulla scacchiera inferiore il potere è sparso caoticamente e le categorie tradizionali (unipolarità vs. multipolarità) sono inapplicabili.
Il soft Power degli Stati Uniti è caratterizzato da libero mercato, politiche democratiche e diritti umani.

## Principali attori delsoft powernel mondo
Vi sono stati tentativi di stilare una sorta di classifica delle nazioni che più influenzano il mondo con gli strumenti del soft power. È il caso dei tentativi della compagnia Monocle che nel 2013 ha pubblicato il suo quarto studio annuale con il nome di Soft Power Survey:
| Posizione | Nazione     |
| --------- | ----------- |
| 1         | Germania    |
| 2         | Regno Unito |
| 3         | Stati Uniti |
| 4         | Francia     |
| 5         | Giappone    |
| 6         | Svezia      |
| 7         | Australia   |
| 8         | Svizzera    |
| 9         | Canada      |
| 10        | Italia      |